# Larbert, Australien
Larbert är en ort i Australien. Den ligger i kommunen Palerang och delstaten New South Wales, i den sydöstra delen av landet, omkring 210 kilometer sydväst om delstatshuvudstaden Sydney. Antalet invånare är 453.
Trakten runt Larbert är nära nog obefolkad, med mindre än två invånare per kvadratkilometer.. Närmaste större samhälle är Braidwood, omkring 16 kilometer söder om Larbert. 
I omgivningarna runt Larbert växer huvudsakligen savannskog. Genomsnittlig årsnederbörd är 1 100 millimeter. Den regnigaste månaden är februari, med i genomsnitt 176 mm nederbörd, och den torraste är juli, med 36 mm nederbörd.